# Ishidaella anemolua
Ishidaella anemolua är en insektsart som beskrevs av George Willis Kirkaldy 1906. Ishidaella anemolua ingår i släktet Ishidaella och familjen dvärgstritar. Inga underarter finns listade i Catalogue of Life.